# فاکسبورو (ویسکانسین)
فاکسبورو (به انگلیسی: Foxboro) یک منطقهٔ مسکونی در ایالات متحده آمریکا است که در شهرستان داگلاس، ویسکانسین واقع شده‌است. فاکسبورو ۲۸۱٫۰۳ متر بالاتر از سطح دریا واقع شده‌است.